# Тшцинець (Пултуський повіт)
Тшцинець (пол. Trzciniec) — село в Польщі, у гміні Пултуськ Пултуського повіту Мазовецького воєводства.
Населення — 236 осіб (2011).
У 1975-1998 роках село належало до Цехановського воєводства.

## Демографія
Демографічна структура станом на 31 березня 2011 року:
|          | Загалом | Допрацездатний вік | Працездатний вік | Постпрацездатний вік |
| -------- | ------- | ------------------ | ---------------- | -------------------- |
| Чоловіки | 119     | 27                 | 80               | 12                   |
| Жінки    | 117     | 30                 | 64               | 23                   |
| Разом    | 236     | 57                 | 144              | 35                   |